# Erntelager Geyer
Das Jugendbuch Erntelager Geyer ist die erste Prosa-Veröffentlichung des damals 17-jährigen Otfried Preußler, der später als Kinderbuchautor bekannt wurde. Es handelt vom Ernteeinsatz einer Gruppe Jungen des Deutschen Jungvolkes in einem bäuerlichen Dorf im Sudetenland im Spätsommer 1940. Es ist ein typischer HJ-Jugendroman, der dem jugendlichen Leser neben der Beschreibung des Jungenlagers und der Arbeit auf den Bauernhöfen nationalsozialistische Propaganda vermittelt.

## Entstehung und Veröffentlichung
Das Manuskript schrieb Preußler nach seinem eigenen Erntelagereinsatz, den er im Spätsommer 1940 als HJ-Fähnleinführer beim Deutschen Jungvolk geleitet hatte, im Winter 1940/1941. Es wurde im Frühjahr 1944 vom Junge Generation Verlag Berlin herausgegeben. Zwischen Abgabe des Manuskripts und der Veröffentlichung lagen mehrere Jahre. Beim Erscheinen des Buches war Preußler bereits 2 Jahre im Kriegseinsatz. Dass Preußler explizit nur von der Erstellung seines Manuskriptes zu Erntelager Geyer spricht, sieht Carsten Gansel als Indiz, dass Preußler am Lektorat nicht beteiligt war. Inwieweit dieses den Text verändert hat, darüber gibt es keine Erkenntnisse. Gedruckt wurde das Buch bei Reinhard Meyer, Ratibor. Über die Auflage ist nichts bekannt. Eine Schätzung unter Berücksichtigung der Umstände der Bücherproduktion in den letzten Kriegsmonaten und dem Vergleich mit anderen Verlagen beläuft sich auf etwa 2000 bis 3000 Exemplare. Es wurde im Zuteilungsverfahren ausgegeben.
Der Verlag Junge Generation Berlin wurde aus Vorgängerverlagen im Dezember 1936 als Kommanditgesellschaft mit dem Namen „Junge Generation Verlagsgesellschaft Reichel“ mit Sitz in Berlin-Lichterfelde, Drakestr. 17, gegründet und bestand bis Kriegsende. Bis dahin brachte er etwa 250 Bücher und Hefte heraus. Insbesondere in den Kriegsjahren verzeichnet sich eine starke Produktion, offenbar hatte der Verlag keine Probleme mit der Papierzuteilung. Der Verlag war in der Produktion von NS-Propagandaliteratur überaus aktiv und nutzte die Konjunktur der HJ-, BDM- und RAD-Literatur. Die abgedeckten Themenbereiche waren u. a. siegreiche deutsche Kriegsgeschichte, Germanentum, Überlegenheit deutscher Technik, Führer- und Kämpferfiguren, deutsche Helden, der Krieg, Kolonialliteratur und Adolf Hitler selbst.
Der Umschlag des Buches und neun Zeichnungen im Text stammen von Ferdinand Spindel. Sie veranschaulichen einzelne ausgewählte Episoden aus dem Text. Ferdinand Spindel arbeitete 1940–1944 für den Verlag Junge Generation, Berlin-Lichterfelde, und illustrierte in dieser Zeit 13 Jugendbücher.
Neben Büchern der NS-Propagandaliteratur wurden auch Reihen und Serien für heranwachsende Jungen und Mädchen herausgegeben. Die Reihe „Die Mädelbücherei“ war für junge Leserinnen gedacht, während die „Trommlerbücher“ sich an Jungen richtete. Ein Trommler bildet auch das Verlagssignet. Die Verlagsreihe „Bücher der jungen Generation“ war speziell, wie die gesamte Verlagsproduktion, für den BDM und Hitlerjungen gedacht. Die letzte Buchankündigung des Verlages stammt vom 11. November 1944. Murray G. Hall hält fest, „dass der Erstlingsroman von Otfried Preußler in einem passenden ideologischen Umfeld erschienen und in die Tradition des Hitlerjugend-Romans eingebettet ist.“
Nach Kriegsende erschien das Buch in der damaligen SBZ auf der Liste der auszusondernden Literatur, es wurde wie alle nationalsozialistischen Schriften eingesammelt und vernichtet bzw. weggeschlossen. In dem Gebiet der Westalliierten wurde nach dem Kontrollratsbefehl Nr. 4 ähnlich verfahren. Nach heutigem Kenntnisstand gibt es nur noch etwa vier Exemplare in Nationalbibliotheken.

## Inhalt
Der Roman ist in zehn Abschnitte gegliedert.

### 1 – „Ein bunter Haufe“ (S. 5–14)
Eine Gruppe von 20 Pimpfen, also Jungen des Deutschen Jungvolkes, im Alter von etwa 14 Jahren („[...] die die Schule verließen und am ersten September eine Lehre oder ihren Beruf beginnen wollten“, S. 5) fahren mit der Eisenbahn aus der Stadt. Sie kennen einander noch nicht. „Sie hatten sich nach einem Aufruf der Hitlerjugend und des Arbeitsamtes freiwillig zum Ernteeinsatz gemeldet.“ (S. 5). Das Ziel ist Wernersdorf. Ihr Lagerführer ist der Fähnleinführer Jörg Fischer (S. 7). Es wird gesungen, Mundharmonika gespielt und über den bevorstehenden Ernteeinsatz und den Lagerführer gesprochen. Jörg Fischer kennt nur die vier Jungenschaftsführer: Helmut, Rudi, Karl und Flachs. In Wernersdorf richten sich die Jungen in der leerstehenden Schule ein und treten am nächsten Morgen nach dem Frühsport zum ersten Fahnenappell an.

### 2 – „Wo bleiben die Abenteuer?“ (S. 14–39)
Die Jungen begeben sich zu den zugeteilten Bauernhöfen und beginnen mit der ihnen als Stadtkindern ungewohnten und harten Landarbeit. Sie beißen die Zähne zusammen, um vor den Bauern zu bestehen. Abends erzählen sie einander von ihren Erlebnissen auf den Höfen und „Harald zeigte stolz seine Blasen, obwohl er innerlich Pech und Schwefel fluchte.“ (S. 20). Bei einem aufkommenden Streit bildet Jörg Fischer zwei Jungenschaften: „Eine führte Rudi, die andere Helmut.“ (S. 25). Am Ende des Lagers will Fischer entscheiden, welche Jungenschaft die bessere gewesen ist. „So begann der Jungenschaftswettstreit.“ (S. 25).
Am nächsten Tag betrachtet Jörg beim Heumachen die weite Landschaft, erinnert sich an eine frühere Wanderung mit seinem Vater an der deutsch-tschechischen Grenze und reflektiert die Grenzlandthematik und die Metapher vom „blutenden Reichskörper“.
Flachs ist unzufrieden mit seinem Einsatz, da er erst nur Kornkaffee mahlen und anschließend den etwa zweijährigen Sohn der Bäuerin, Wilfried, betreuen muss.
Abends gehen die Jungen zum Dorfteich, um bei rauen Jungenspielen zu baden.

### 3 – „Der große Tag“ (S. 39–45)
Flachs ist glücklich, dass er nun bei der Ernte helfen kann und bemüht sich, die ungewohnt schwere Arbeit in der Sommerhitze zu bewältigen. Er reißt sich zusammen, denn „was war denn sein bißchen Mühe schon den Leistungen der Truppe gegenüber?“ (S. 44).

### 4 – „Schmuggler, Grenzer und ein Feigling“ (S. 46–60)
Lagerführer Jörg schreibt abends einen Wochenbericht für den Bannführer. Als im Schlafraum nach der Nachtruhe noch insgeheim geredet wird, verhängt er als Kollektivstrafe einen nächtlichen Lauf, bis sich Hummel als „Täter“ zu erkennen gibt, was ein Gespräch mit Jörg über Hummels Feigheit zur Folge hat. Jörg lehnt ab, dass Hummel das Lager verlässt, stattdessen soll er sich in der Gemeinschaft beweisen.
Am Sonntag wandern die Jungen mit Jörg auf den Hahnenberg. Sie treffen den Altbauern Eduard, der ihnen Geschichten über den Grenzschmuggel zwischen Sachsen und der Tschechoslowakei erzählt. Ab 1938 gingen auch junge Männer heimlich über die Grenze, um dem Militärdienst in der Tschechoslowakei zu entkommen. Dies endete mit der Annexion im Oktober 1938.
Die Jungen spielen ein raues Geländespiel, bei dem es um Grenzer und Schmuggler geht. Hummel kann sich bei dem Spiel bewähren.

### 5 – „Wer ist der Feind?“ (S. 60–78)
Die Jungen des Erntelagers Wernersdorf besuchen am Sonntagnachmittag die Jungen des Marschendorfer Erntelagers. Die Begrüßung besteht aus einem Überfall und einer gewaltigen Schlägerei, „die ganze Angelegenheit war nur eine Begrüßungsform, die bei vielen Pimpfen gang und gäbe war.“ (S. 61). Die Marschendorfer Jungen liegen mit den Fürstenfelder Jungen in einer Fehde, worum sie von den Wernersdorfer Jungen beneidet werden.
Am nächsten Morgen finden die Jungen zu ihrer Freude einen Fehdebrief, unterzeichnet von der „BLUTIGEN HACKE“. Bei der Erntearbeit von Rudi ist ein Frontsoldat auf Heimaturlaub dabei und erzählt von einem Angriff, während der Junge gebannt zuhört.
Abends hält Jörg einen Heimabend über das Bauerntum: „Der Lagerführer erzählte, wie eigentlich der Bauer am Beginn des Volkes steht, und wie wichtig er für die Nation ist, nicht nur, weil er sie ernährt, sondern weil er ihr auch eine gesunde Nachkommenschaft für die Zukunft verbürgt.“ (S. 69). Er spricht von der Kraft des Bauerntums, die sich immer mehr verstärkt und dann in „solchen alles überragenden Männern“ (S. 70) wie dem Führer, der ebenfalls dem Bauerntum entstamme, zutage tritt.
Das Rätsel um die Verfasser des Fehdebriefs geht weiter.

### 6 – „Die blutige Hacke“ (S. 78–90)
Die Jungen versuchen weiterhin herauszubekommen, wer die BLUTIGE HACKE ist, und folgen ausgelegten Nachrichten. Es entwickelt sich eine wilde Jagd, bei der sich Jörg als Urheber der Fehdebriefe zu erkennen gibt. Harald erfährt von dem Bauernjungen Franz einiges über den HJ-Dienst auf dem Land.

### 7 – „Florian Geyer“ (S. 90–105)
Karl hilft Schweine zu verladen und arbeitet anschließend auf dem Feld. Jörg arbeitet beim Verladen der Garben. Abends hält er wieder einen Heimabend und erzählt vom Bauernkrieg: „Und vor den Augen der Jungen stiegen die Bilder dieser Zeit auf. Sie sahen unterdrücktes Volk, geknechtet und verachtet von einem Adel, der nur auf seinen Vorteil schaute. Sie sahen geschundene Menschen, gepreßt und ausgesaugt von einer Geistlichkeit, die Liebe predigte und Haß säte.“ (S. 96). Der Krieg sei eine „heilige Notwendigkeit“ (S. 96), ein Ritter schwingt sich als Führer auf: Florian Geyer. Jörg liest aus einem Buch vor, von den Kämpfen der Bauern und ihrem Untergang, und benennt schließlich zur Begeisterung der Jungen das Erntelager, das „in den letzten Wochen eine Einheit geworden (sei) Florian Geyer“. (S. 97).
Anderntags wandern die Jungen zur Burg Fürstenfels und besichtigen sie unter der Führung des Kastellans. Der Burgvogt erzählt den Jungen von der Besetzung der Burg durch die Hussiten, diesen „Mordbrennern“ und ihren Kämpfen mit den Deutschen.
Der stille Gert zeigt sich überraschend als hervorragender Orgelspieler. Nachmittags wird gebadet und ein Erzählerwettstreit für den Jungenschaftswettstreit durchgeführt.

### 8 – „Hummel wird verdächtigt“ (S. 105–113)
Während der Erntearbeit setzt ein Gewitter ein. Auch am nächsten Tag regnet es noch und nach ihrer Landarbeit werden unter Jörgs Leitung Faustkämpfe für den Jungenschaftswettstreit ausgetragen. Hummel fehlt unentschuldigt, obwohl auch er hätte boxen müssen. Er kommt sehr spät, entschuldigt sich bei Jörg für sein Fehlen, da er noch auf dem Hof helfen musste, und darf seinen Boxkampf am nächsten Morgen austragen. Jörg reflektiert die Verhaltensänderung von Hummel und bringt sie mit ihrem Gespräch über Ehre in Zusammenhang.

### 9 – „Regentage“ (S. 113–131)
Da der Regen anhält, arbeitet Flachs auf dem Hof und auch die anderen Jungen versehen verschiedene Arbeiten, während die eigentliche Ernte ruht. Die Jungen spielen am Abend Heimspiele im Rahmen des Jungenschaftswettstreites. Die fortwährende Nässe lässt die Ernte verfaulen, und das bekümmert die Bauern. Auch im Jungenlager herrscht bedrückte Stimmung. Jörg erzählt eine aufmunternde Geschichte und plant mit den Jungen für Sonntag einen Lagerzirkus. Als das Wetter sich bessert, wird die Ernte fortgeführt. Abends wird unter Albernheiten der Lagerzirkus aufgeführt, der auch zum Punktestand des Jungenschaftswettstreites beiträgt.
Am nächsten Morgen beim Flaggenhissen regnet es wieder, und Jörg beschwört die Jungen, auch unter den schweren Bedingungen ihre Aufgaben zu erledigen: „[...] während er die Hand zum Gruße hielt: ,[...] du musst stets zur Fahne stehn.' “ (S. 129). Eine vermeintliche Viehseuche bedroht zusätzlich zur verregneten Ernte die Lage der Bauern und drückt die Stimmung auch der Jungen.

### 10 – „Die Sieger“ (S. 132–142)
Das Wetter bessert sich, und die Jungen singen und lesen am Abend, „vor allem aber die PK [Propagandakompanie, d. A.]-Berichte aus der Zeitung.“ (S. 132). Die Ernte geht weiter und abends sind die Jungen am Badesee und veranstalten einen Hindernislauf für Punkte des Jungenschaftswettstreites. Schließlich herrscht Punktegleichstand zwischen den Jungenschaften, Jörg muss eine Entscheidung treffen. Er bestellt die beiden Jungenschaften auf den Gipfel des Hahnenberges, dort entbrennt eine Rauferei, bei der Flachs siegt und damit den Sieg für seine Jungenschaft eintragen kann, er aber weigert sich und meint, es könne keine Sieger und Unterlegenen geben, da doch alle das Gleiche geleistet hätten. Darauf verkündet Jörg, dass alle Jungen Sieger wären.
Am Vorabend des letzten Tages lässt Preußler die Jungen über ihre zukünftigen Berufe sinnieren. Während alle Jungen typische Berufswünsche haben, möchte Jörg Siedler (in den eroberten und entvölkerten Ostgebieten) werden. Die Jungen verabschieden sich von ihren Bauern und treten an zum letzten Fahnenappell. Jörg spricht: „‚[...] Wir werden nicht vergessen, wie schwer Bauernarbeit und wie hart das Bauernleben oft ist. [...] Alles können wir schaffen, wenn wir zusammenhalten, alle Widerstände werden klein vor einer Gemeinschaft, die fest und treu ist. Erntelager ‚Geyer‘ – stillgestanden!‘ Langsam ging die Fahne nieder.“ (S. 141). Die Jungen fahren mit dem Zug zurück in die Stadt.

## Autobiographische Aspekte
Mit der Gründung der Ersten Tschechoslowakischen Republik 1918 verloren u. a. die Sudetendeutschen ihre politische Bedeutung, die sie bis dahin in der Donaumonarchie hatten. Die Tschechoslowakei betrieb in den nächsten eineinhalb Jahrzehnten eine klare Entnationalisierungspolitik gegenüber der sudetendeutschen Minderheit. Diese führte zu Benachteiligungen, z. B. in der Wirtschaft, der Bodenreform, im öffentlichen Dienst, aber auch im Schulwesen oder der Sprache. Die Sudetendeutsche Heimatfront (ab 1935 Sudetendeutsche Partei), die sich seit der Gründung 1933 für die Selbstbestimmungsrechte der überwiegend deutschen Bevölkerung in den Sudetengebieten einsetzte, hatte schon bald eine beispiellose Mitgliederdichte, wurde aber rasch für die Ziele des NS-Regimes - u. a. für Hitlers Pläne zur Zerschlagung der Tschechoslowakei - instrumentalisiert. Die zunehmenden Autonomieforderungen unter dem Einfluss der Nationalsozialisten führten zu verschärften Spannungen zwischen der deutschen Minderheit und dem tschechischen Staat. Mit dem Münchner Abkommen, das 1938 auf Druck Hitlers zustande kam, wurden die sudetendeutschen Gebiete ins Deutsche Reich eingegliedert und damit die 2,9 Millionen dort lebenden Deutschen Teil des NS-Staates.
In diesem politischen Umfeld wuchs Otfried Preußler in einer deutschnationalen, später nationalsozialistischen Familie auf. Der Roman „Erntelager Geyer“ des 17-jährigen Autors ist somit ein typisches Produkt seiner Zeit. Preußler gibt an, in seiner Kindheit und Jugend in einer großen Gemeinschaft gelebt zu haben. „Diese Gefühl zuzugehören, das war schon was! Und wir waren überzeugt (…) auf der richtigen Seite zu stehen.“ Die zentrale Bedeutung der Sudetenproblematik wird offensichtlich, wenn Preußler schreibt: „Wäre in der damaligen Situation Deutschland kommunistisch gewesen und Thälmann hätte uns als Reichskanzler die Befreiung von der tschechischen Vorherrschaft versprochen, dann wären wir vermutlich alle für Thälmann gewesen - so wie wir dann halt für Hitler waren.“
Der Roman ist in weiten Teilen autobiographisch. So war Preußler im Sommer 1940 selbst als Fähnleinführer Lagerführer eines Erntelagers des Deutschen Jungvolkes. Dies ist belegt durch einen in Briefform geschriebenen Text mit dem Titel Lieber Soldat! Preußler berichtet darin von der mit „seinen 26 Pimpfen“ durchgeführten Fahrt in den Harz im Sommer 1939 und vom Ernteeinsatz im Sudetenland im Spätsommer 1940.
Preußler beschreibt Jörg Fischer als „ganz groß“, „der Dienst bei ihm wird nie langweilig“, denn „verwegene Einfälle hat er immer“ und dass „sein Fähnlein in der Stadt eines der besten sei.“ Er stammt offenbar aus dem Sudetenland, da von der Befreiung seiner Heimat die Rede ist. Jörg Fischer ist das Ideal eines Lagerführers: mutig, sportlich, diszipliniert, verantwortungsvoll, gerecht und in jeder Hinsicht ein Vorbild für die Jungen. Er unterrichtet die Jungen über die Bedeutung des Bauerntums für das Deutsche Reich und schult sie in der Blut-und-Boden-Ideologie. Otfried Preußler war wie oben ausgeführt selbst Fähnleinführer und damit gehörte es auch zu seinen Aufgaben, genau solche Fahrten des Deutschen Jungvolkes zu leiten. In Jörg Fischer erschafft er sich also quasi ein Idealbild seiner selbst. Jörg Fischer ist Preußlers Alter Ego.
Otfried Preußler war im Winter 1940/41, als er das Buch schrieb, 17 Jahre alt. Dieses Alter muss man auch für den Lagerführer, den Fähnleinführer Jörg Fischer annehmen, der noch nicht zum Krieg eingezogen worden war. Die Einsatzorganisation der Erntehilfslager oblag insbesondere in den Ferien der HJ. Im Jahr 1940 waren die Sommerferien vom Reichserziehungsminister auf 90 Tage ausgedehnt worden.
Das durchgeführte Erntelager ist auch durch eine zweite Quelle belegt: Lange nach Kriegsende und nach seiner Rückkehr aus der Kriegsgefangenschaft erhielt Preußler eine Postkarte, die auf den 12. März 1951 datiert ist. Absender ist ein Toni Krause aus Wetzwalde/Václavice. Dem Inhalt der Karte ist zu entnehmen, dass Preußler ein „Landdienstjahr“ auf dem Hof der Familie Krause im Dorf Wetzwalde/Václavice absolviert hat. Preußler hat aber nie ein Landjahr absolviert, da dieses für Jugendliche gedacht war, die nach der achten Klasse die Schule verließen und es 1940 kaum noch Landjahr-Einsätze gegeben hat. Daher ist hier wohl ein Ernteeinsatz der HJ gemeint. Der Text der Postkarte erwähnt das „schöne Buch Erntelager“ und erwähnt auch den Sohn der Familie, Wilfried, der auch im Erntelager Geyer vorkommt. Eine Figur des Erntelagers, der kleine Flachs, ist unter anderem mit der Betreuung des etwa zweijährigen Wilfrieds beschäftigt (S. 30 ff.). Da Preußler selbst den kleinen Wilfried zu betreuen hatte, handelt es sich bei „Flachs“ um ein zweites Alter Ego Preußlers.
Das Dorf Wernersdorf/Vernéřovice, in dem der Roman spielt, liegt etwa 100 km östlich von Preußlers Geburts- und Wohnort Reichenberg/Liberec.

## Rezeptionsgeschichte
Am 29. April 1944 erschien das Buch Erntelager Geyer in der Deutschen Nationalbibliographie. Damit kann das Erscheinungsdatum recht genau auf Ende April 1944 festgelegt werden.

Im Juni 1944 erschien in den Sudetendeutschen Monatsheften in der Rubrik „Bücherschau“ eine kurze Rezension zum Erntelager Geyer, geschrieben von Dr. Eduard Frank: „Eine frisch und herzhaft erzählte Jungengeschichte, die wohl nur einer schreiben kann, der all das einmal selbst erlebt hat. Das Buch ist keine am Schreibtisch geklitterte Geschichte, sondern irgendwie Erlebnisbericht. Freilich muß sich nicht alles gerade so zugetragen haben, wie es Preußler erzählt. Aber innerlich wahr und lebendig ist jede Zeile. Darum wird jeder Junge das Buch mit Spannung lesen und dem Erwachsenen kann es einen Einblick geben in das neue Leben der jungen Generation.“

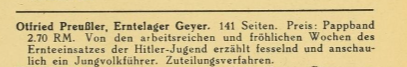
Ankündigung im Börsenblatt, 4. November 1944

Am 4. November 1944 wurde das Buch als HJ-Roman vom Verlag Junge Generation im Börsenblatt für den Deutschen Buchhandel beworben: „Otfried Preußler, Erntelager Geyer. 141 Seiten. Preis: Pappband 2.70 RM. Von den arbeitsreichen und fröhlichen Wochen des Ernteeinsatzes der Hitler-Jugend erzählt fesselnd und anschaulich ein Jungvolkführer. Zuteilungsverfahren.“
Nach Kriegsende erschien das Buch in der damaligen SBZ auf der Liste der auszusondernden Literatur, auch in den Gebieten der Westalliierten wurde es nach dem Kontrollratsbefehl Nr. 4 aus öffentlichen Bibliotheken aussortiert.
Die erste Erwähnung der Buches Erntelager Geyer nach Kriegsende findet sich in einer Dissertation aus der DDR von 1988, verfasst von der Germanistin Ines Japé.
In dem Standardwerk Kinder- und Jugendliteratur 1933–1945 von Norbert Hopster, Petra Josting und Joachim Neuhaus von 2001 bzw. 2005 wird das Erntelager Geyer im bibliographischen Teil dreimal aufgeführt und in Band 2 an sechs Stellen auszugsweise besprochen bzw. erwähnt. Hier wird das Buch als typisches Beispiel von „Konjunkturliteratur“ der „HJ-Literatur“ und spezieller der „Literatur der Organisationen und Dienste“ zugeordnet.
Auch im 2003 erschienenen Standardwerk zur Geschichte der Hitlerjugend von Michael Buddrus wird das Erntelager Geyer im Literaturverzeichnis aufgeführt. Es zeigt sich also, dass das Buch zu Beginn des neuen Jahrtausends Teilen der historischen und literaturwissenschaftlichen Forschung bekannt war.
Erst 2015 wurde die Existenz des Buches mit den Veröffentlichungen von Peter Becher und Murray G. Hall und einem nachfolgenden Bericht im ORF der Öffentlichkeit bekannt.
Becher erkennt drei Erzählebenen in dem Roman: „So verbindet der Roman die Abenteuerwelt eines Jungenlagers mit der Wertschätzung des bäuerlichen Lebens und der Begeisterung für den Nationalsozialismus. Er schildert eine heile deutsche Welt, eingebettet in den Sommer der größten Zuversicht und Siegesbegeisterung, wenige Wochen nach der Einnahme von Paris und der Kapitulation Frankreichs, fast ein Jahr vor Beginn des Russlandfeldzuges.“
Hall sieht zwei zentrale Aussagen des HJ-Romans, die „Übernahme der Blut-und Boden-Ideologie des Nationalsozialismus und damit die Verklärung des Bauerntums“ und die „Heim-ins-Reich und Grenzlandthematik“.
Das 2018 erschienene Buch der Germanistin Sandra Maruńska enthält einen Exkurs zum Erntelager Geyer. Es wird insbesondere die der Gruppe zugemutete Kriegssehnsucht betont: „Stellenweise liest sich Preußlers Buch wie ein praktischer Ratgeber für von Kriegseuphorie gezeichneter deutscher Kinder. [...] Der Kampf wird somit zur Parole, die gleichermaßen für alle als Lebens- und Überlebensgrundsatz gilt.“ Auch die Führerfunktion des Lagerführers Jörg Fischer wird herausgehoben: „In Jörgs Abschiedsrede erklingen Töne, die einerseits auf den Einfluss der Heimatkunstbewegung hinweisen können, andererseits auf Preußlers Huldigung der nationalsozialistischen Ideologie schließen lassen.“
2019 erschien ein wissenschaftlicher Beitrag von Carsten Gansel, Professor für Neuere Deutsche Literatur an der Universität Gießen, der sich mit den literarischen Anfängen Otfried Preußlers beschäftigt. Dem folgte 2022 eine über 500 seitige Biographie, in der sich Gansel mit dem Leben des jungen Preußler auseinandersetzt. Darin wird der Text „Formen der Jugendkultur im Rahmen der bündischen Jugend“ zugeordnet. Es gehe um „die für die Adoleszenz maßgebliche Identitätssuche und Ich-Findung.“

## Bewertung und Themen
Über weite Teile berichtet der Roman vom Lagerleben der Jungen und dem Einsatz in der Landarbeit. Dem heutigen Leser fällt sofort der sehr raue körperliche Umgang der Jungen auf, es ergeben sich ständig Raufereien oder diese werden ebenso wie Faustkämpfe und wilde Geländespiele gezielt veranstaltet. Für das ursprüngliche Zielpublikum mögen diese Beschreibungen des Jungenlagers spannend gewesen sein, zugleich erfolgt eine Indoktrinierung in nationalsozialistischer Ideologie. Der Jugendroman Erntelager Geyer ist somit ein typisches Produkt der Propagandaliteratur des Nationalsozialismus.
So schließt der Literaturhistoriker Peter Becher: „So verbindet der Roman die Abenteuerwelt eines Jungenlagers mit der Wertschätzung des bäuerlichen Lebens und der Begeisterung für den Nationalsozialismus.“
Die Literaturwissenschaftlerin Carola Leitner fasst zusammen: „Der Roman verbindet die abenteuerliche Welt eines Burschenlagers mit dem Enthusiasmus für den Nationalsozialismus und der Hochachtung des Bauernstandes.“
Die Germanistin Ines Japé schreibt 1988 in ihrer Dissertation in der damaligen DDR: „Wird beachtet, dass dieses Buch von einem sechzehn- bis achtzehnjährigen Preußler geschrieben wurde, so kann auf die Verarbeitung unmittelbar eigener Erlebnisse, Gedanken und Gefühle durchaus geschlossen werden. Zum Ausdruck kommt die Begeisterung, mit der er in der Hitlerjugend tätig ist, die Überzeugtheit von den Idealen und Zielen und der Glaube an die Richtigkeit der Politik der Faschisten.“
Der Germanist Murray G. Hall resümiert: „Wie dieser Hitlerjugend-Roman zeigt, hat der noch sehr junge Autor Otfried Preußler zentrale Elemente der NS-Ideologie internalisiert, ob das der Stellenwert des Bauern im NS-Staat ist (Agraradel) oder die Bedeutung von ‚Bauernblut‘, Sinn und Zweck der Hitlerjugend als ‚Kanonenfutter‘, die Grenzlandthematik mit der ‚unnatürlichen‘ Trennung deutscher Volksgruppen in Europa oder der Hass auf die Tschechen.“
Die Professorin für Germanistische Literaturdidaktik Petra Josting schreibt: „Insgesamt betrachtet wird im Erntelager Geyer eine Vielzahl von NS-Ideologemen verbreitet. Sie beziehen sich auf Arbeit, Dienst, Führer-Gefolgschaft, Gemeinschaft, den gesunden deutschen Menschen, Blut und Boden und Großdeutschland.“
Dem treten Preußlers Erben entgegen. In einer Stellungnahme auf ihrer Internetseite wird spekuliert, dass der Verlag Einschübe in den Text im Sinne der NS-Ideologie vorgenommen habe. Ein Manuskript oder interne Verlagskommunikation etc., die darauf konkrete Hinweise geben, sind jedoch nicht bekannt.
Preußler selbst hat sich nach 1945 über die Existenz des Buches nie geäußert. Lediglich ein einziges Mal taucht das Buch auf: in dem Werkbericht, den Preußler 1953 an den Leiter der Künstlergilde Esslingen e. V., Ernst Schremmer, im Zuge seiner Bewerbung um Mitgliedschaft, schickte. Schremmer war 1940–1945 Kriegsersatz-Angestellter, Pressereferent beim Reichsstatthalter, Gauleiter und SS-Obergruppenführer Konrad Henlein in Reichenberg. Da Ernst Schremmer wie Josef Preußler in Reichenberg lebte und im nationalsozialistischen Kulturbetrieb tätig war, ist anzunehmen, dass er auch Otfried Preußler bzw. seinem Vater bekannt war. Belege dafür gibt es nicht. Diese Nennung des Buches hatte also einen speziellen Adressaten und war nicht für die Öffentlichkeit bestimmt.
In keinem späterem Werkverzeichnis gibt es eine Erwähnung des Buches Erntelager Geyer, auch nicht im 2010 herausgekommenem Erinnerungsband. Wenn Preußler angibt, dass Der kleine Wassermann sein erstes Kinderbuch gewesen sei, so ist dies nur insofern richtig, als das Erntelager Geyer ein Jugendbuch war. In einem Interview aus dem Jahr 2002 beantwortet Preußler die Frage „Welches war ihr erstes Buch?“ direkt: „Das war ‚Der kleine Wassermann‘.“ Öffentlich hatte er keinen Hinweis auf das Jugendwerk gegeben. Hall vermutet, er habe sich dafür geniert, die Germanistin Sandra Maruńska vermutet, er habe diesen Text auch später nicht für eine Fehlleistung gehalten.
Ernst Seibert schreibt über Erntelager Geyer: „Sein Anteil am Profil, das sich Preußler über die Jahrzehnte als Autor erworben hat, steht jedoch nicht unter dem Vorzeichen einer werkgeschichtlichen Kontinuität, sondern ist der Neubeginn unter dem Aspekt des entschiedenen Widerspruches zu verstehen.“
Jürgen Kaube resümiert: „Es ist noch Gegenstand der literaturwissenschaftlichen Erforschung, aber in Bezug auf das, was Preußler geleistet hat, ist es [Erntelager Geyer] dann doch nicht wirklich von Gewicht, würde ich sagen.“

### Bauerntum und „Blut und Boden“
Die körperliche Arbeit ist für die etwa 14-jährigen Stadtjungen hart. So resümiert der SD-(Sicherheitsdienst-)Bericht über den HJ-Ernteeinsatz 1940, „dass die Stadtkinder den Anforderungen der Erntearbeit nicht voll gewachsen waren.“ und sich nur in körperlich leichten Nebentätigkeiten bewähren würden. Zusätzlich wird in den Heimabenden die Bedeutung des Bauerntums betont. Es ist Otfried Preußlers Alter Ego Jörg Fischer, der die Stadtjungen über den Stellenwert des Bauerntums im Nationalsozialismus aufklärt:

„Als ihnen dann Jörg von großen Deutschen erzählte, die aus Bauernblut hervorgegangen waren, erkannten sie, daß [sic!] es nichts Minderwertiges oder Niedriges sei, von bäuerlichen Vorderen abzustammen. Denn auch die Ahnen des Führers kamen aus dem Bauerntum, und gerade in gesunden Bauerngeschlechtern lebt die Kraft weiter und verstärkt sich immer mehr, die dann bei solchen alles überragenden Männern zutage tritt. Und sie verstanden, warum der Führer die deutschen Bauern aus aller Welt heimholte, warum das Reich die Bauernschaft förderte, warum sich Hitlerjugend und SS in den Dienst der Neubauernwerbung und Neusiedlung gestellt haben: Weil ein Volk nur dann stark und jung bleiben kann, wenn es ein kräftiges und gesundes Bauerntum hat.“

Der Germanist Murray G. Hall, analysiert diesen Aspekt so:

„Wo der Autor die harmlose Ebene der willigen jugendlichen Hände, die bei der Ernte helfen und Einsatz und Opferbereitschaft einüben, verlässt, kommt es zu Übernahme der Blut-und-Boden-Ideologie des Nationalsozialismus und damit zur Verklärung des Bauerntums.“

### „Heim-ins-Reich“- und Grenzlandthematik
Da die Handlung im Grenzgebiet zwischen dem deutschsprachigen Teil der Tschechoslowakischen Republik und dem Deutschen Reich spielt, ist die immer wiederkehrende Grenzlandthematik eine Bedeutungsebene des Textes. Jörg Fischer reproduziert sinnend die Metapher vom blutenden deutschen Volkskörper, die ab 1919 insbesondere im Osten verbreitet war. Er erinnert sich an einen Spaziergang mit seinem Vater an der Steinreihe der Grenze und er „hat es nicht verstehen können, daß es auch andere Dinge gibt, die Länder voneinander trennen, als Berge.“ Er sieht, „daß die Steine das Land ohne jeden sichtbaren Grund teilten“. So reflektiert er:

„Aber dieser Weg zwischen Heimat [die ČSR, d. A.] und Reich, den er als kleiner Junge einmal gegangen war, blieb vor seinem inneren Auge, und das Land wurde ihm zum Gleichnis für das Volk, das es trug. Denn auch dieses Volk wurde von Grenzen getrennt, wo es nach Gottes Willen zusammengehörte, und die unverständliche sinnlose Willkür zerriß es wie den Boden.“

Jörg „verstand, wenn sie daheim sagten, daß Deutschland an allen Enden blute.“ Adolf Hitler habe jedoch das „Bluten gestillt“. Durch das Münchner Abkommen im Oktober 1938 wurde das Sudetenland dem Deutschen Reich zugeschlagen, die Annexion Österreichs erfolgte schon im März 1938, und 1939 der Überfall auf Polen.

„Er dachte noch immer an diese Jahre zurück, [...] und erlebte in seinen Gedanken noch eine mal die stolzen Tage nach, an denen der Führer Zug um Zug das Bluten gestillt und alle Deutschen ins Reich geholt hatte, die unter fremder Herrschaft dahinleben mußten.“

### Antisemitische Passage
Juden werden in dem Buch ein einziges Mal erwähnt. Nach tagelangem Regen mitten in der Erntezeit sagt der alte Bauer Eduard: „’Es ist, als ob die Juden ihren Petrus bestochen hätten,’ und [er] quetschte gleich noch ein paar saftige Flüche durch sein spärliches Gebiss.“. Dies entspricht einem alten antisemitischen Stereotyp, wonach Juden für schlechtes Wetter und Missernten verantwortlich gemacht wurden.